# يوجين كوفمان
يوجين كوفمان (بالألمانية: Eugen Kaufmann)‏ هو مهندس معماري ألماني، ولد في 8 يناير 1892 في فرانكفورت في ألمانيا، وتوفي في 21 يونيو 1984 في لندن في المملكة المتحدة.